# Anders Lundgren
Anders Lundgren   (Oslo, 25 de juny de 1898 - 28 d'agost de 1964) va ser un regatista noruec que va competir a començaments del segle xx.
El 1924 va prendre part en els Jocs Olímpics de París, on va guanyar la medalla d'or en la regata de 6 metres del programa de vela, a bord de l'Elisabeth V, junt a Christopher Dahl i Eugen Lunde.